# Horace Busby

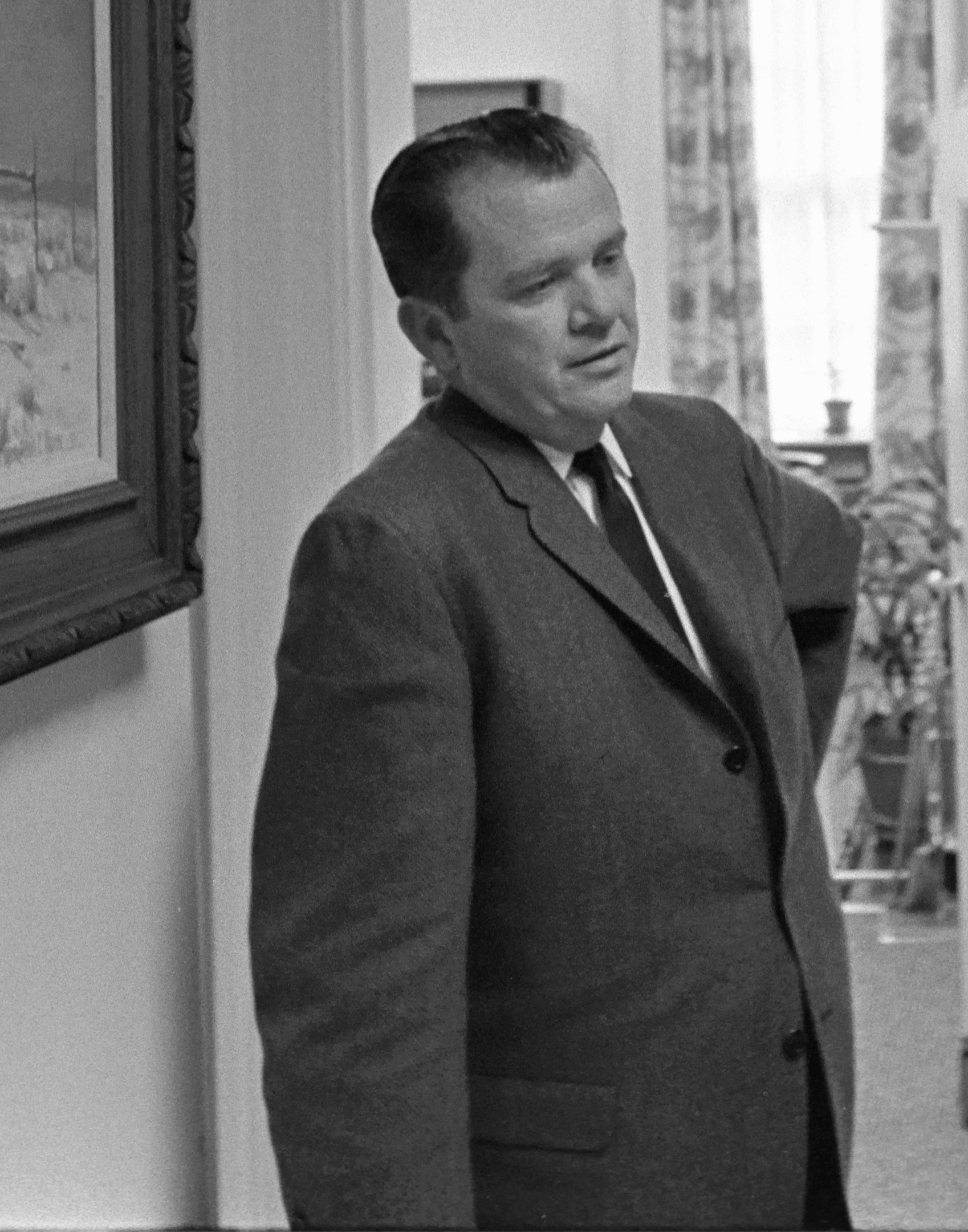
Horace Busby (1965)

Horace Wooten Busby Jr. (10. März 1924 in Fort Worth, Texas – 31. Mai 2000 in Santa Monica, Kalifornien) war ein amerikanischer Publizist, Redenschreiber, Berater und Experte für Öffentlichkeitsarbeit. Er galt als einer der engsten Vertrauten von Lyndon B. Johnson vor und während dessen Amtszeit als Präsident der Vereinigten Staaten.

## Herkunftsfamilie
Horace Busby wurde am 10. März 1924 in Fort Worth geboren. Er hatte einen Bruder (Eldon B.) und eine Schwester (Willie Mae). Sein Vater Horace Wooten Busby (1884–1965) war  ein Prediger und Evangelist der Church of Christ, der in vielen Bundesstaaten der Vereinigten Staaten aktiv war, insbesondere jedoch in Texas und Oklahoma. Der Urgroßvater von Horace Wooten Busby Jr. zählte zu den Ältesten der Cumberland Presbyterian Church. Seine Mutter Viola Mae, geborene Wise, (1886–1967) war ebenfalls eine evangelikale Christin.

## Schule und Studium
Horace Busby besuchte zunächst die Lorenzo de Zavala Eighth Ward Elementary School in Fort Worth. Während der zweiten Hälfte der 1930er Jahre war er Schüler einer Junior High School. In dieser Zeit litt er zwei Jahre lang an Asthma und weiteren Krankheiten, die ihm den Schulbesuch unmöglich machten. Er nahm jedoch erfolgreich an den Prüfungen teil. Bereits in der Schulzeit entwickelte er ein ausgeprägtes Interesse für Innenpolitik, die damals im Zeichen des New Deal von Franklin Delano Roosevelt stand, und für internationale Politik. Er verfolgte sie über Time, Life und das Radio. Im Juni 1941 schloss er seine Schulausbildung an der Paschal High School von Fort Worth ab.
Von 1941 bis 1946 studierte er an der University of Texas, ohne einen Abschluss zu machen. Er wirkte während seines Studiums maßgeblich als Redakteur der Studentenzeitung The Daily Texan. Dabei zeigte Busby, der Roosevelt verehrte, ein deutlich liberales Profil und verteidigte die Freiheit der Lehre. Hintergrund war insbesondere die Entlassung von Homer P. Rainey im November 1944. Der Präsident der University of Texas hatte sich für reformorientierte Professoren eingesetzt, denen die Universitätsleitung 1942 gekündigt hatte, weil sie sich für New-Deal-Programme ausgesprochen hatten. Zudem hatte Rainey gegen Versuche protestiert, an der Universität die Lektüre bestimmter Bücher zu verbieten.

## Berufstätigkeit
Nach dem Schulabschluss arbeitete er zeitweilig bei einem Radiosender in Fort Worth.
Nachdem er die Universität verlassen hatte, betätigte er sich von 1947 bis 1948 als Journalist der Nachrichtenagentur International News Service. Ab Mitte März 1948 arbeitete er für Lyndon Johnson, kurz bevor dieser sich entschloss, für einen Posten im US-Senat zu kandidieren. Damit begann eine Zusammenarbeit, bei der Busby, von Freunden auch Buzz genannt, oft „als LBJs anderes Ich“ diente. Johnson machte Busby nach seinem Wahlsieg zu einem Mitglied seines Teams. Als Johnson Vorsitzender des 1950 neu errichteten Unterausschusses wurde, der sich mit der Bereitschaft der US-Streitkräfte befasste (Armed Services Preparedness Subcommittee), zählte Busby zu seinen Assistenten und fungierte als Herausgeber von Berichten dieses Senatsgremiums.
1953 arbeitete Busby für Price Daniel, ebenfalls Senator für den Bundesstaat Texas; von 1954 bis 1957 betätigte er sich als freier Berater und Publizist mit Büros in Austin (Texas) und Washington, D.C. Die Zusammenarbeit mit Johnson wurde wieder enger, als Busby den Streitkräfte-Ausschuss des Senats (Senate Armed Services Committee) insbesondere in Fragen des amerikanischen Raumfahrtprogramms beriet. Den Vorsitz dieses Ausschusses hatte Lyndon Johnson inne.
In der Zeit von Johnsons Vizepräsidentschaft (1961–1963) begleitete Busby ihn auf seinen Auslandsreisen. Busby war es auch, der den Text der Rede abrundete, die Johnson am 30. Mai 1963 auf dem Schlachtfeld von Gettysburg hielt, 100 Jahre nach der Gettysburg Address Abraham Lincolns, um Fortschritte bei der Durchsetzung der Bürgerrechte von Afroamerikanern anzumahnen.
Von November 1963 bis September 1965 wirkte er als Sonderassistent des Präsidenten und Kabinettssekretär. Er beteiligte sich federführend an der Anfertigung einer Reihe von Ansprachen, die Lyndon Johnson als US-Präsident hielt. Dazu gehörten Reden, die die Great Society betrafen, Johnsons innenpolitisches Reformprogramm. Zu den wichtigen Reden zählte auch Let Us Continue, Johnsons erste Ansprache als 36. Präsident der Vereinigten Staaten am  27. November 1963, fünf Tage nach dem tödlichen Attentat auf seinen Amtsvorgänger John F. Kennedy, ferner die Fernsehansprache, in der Johnson am 31. März 1968 zum einen den Stopp der Bombardierung Nordvietnams bekanntgab und zum anderen ankündigte, sich nicht zur Wiederwahl aufstellen zu lassen. Bereits am 14. Januar 1968 hatte ihm der Präsident vertraulich mitgeteilt, dass er für eine weitere Amtszeit nicht zur Verfügung stehen werde.
Nach 1969 arbeitete er in Washington als Unternehmensberater, politischer Analyst und Verleger. Er gab unter anderem die Newsletter The American Businessman und The Busby Papers heraus. Zu den Kunden seiner Unternehmensberatung zählten beispielsweise Mobil Oil und American Airlines.

## Privatleben
Horace Busby war Mitglied der Church of Christ. Er war mit Mary V. Alves verheiratet. Die Ehe wurde geschieden. Er hatte einen Sohn (Scott) und zwei Töchter (Betsy und Leslie). Wie Johnson war auch Busby ein starker Raucher. 1997 zog er nach Santa Monica in Kalifornien. Dort starb er drei Jahre später.

## Veröffentlichungen
- The thirty-first of March. An intimate portrait of Lyndon Johnson's final days in office. Farrar, Straus and Giroux, New York 2005, ISBN 978-0-374-27574-7.
- Reflections on a Leader. In: Kenneth W. Thompson (Hrsg.): The Johnson presidency. Twenty intimate perspectives of Lyndon B. Johnson. Lanham, Md, University Press of America, 1987, ISBN 0-8191-5554-3, S. 251–270.